# Nicolas-Louis François de Neufchâteau
Nicolas-Louis François de Neufchâteau, conhecido como François, Conde de Neufchâteau, (Saffais, 17 de abril de 1750 – Paris, 10 de janeiro de 1828) foi um escritor, político e agrônomo francês.

## Biografia
Filho de um professor de escola de aldeia, foi notado em sua infância pelo "bailli" da Alsácia, Henri d'Hénin, que morava em Neufchâteau. Os versos que compos, com 12 anos de idade, para agradecer a seu protetor, valeram-lhe a aprovação de Voltaire e Rousseau. Fez seus estudos iniciais com os Jesuítas de Neufchâteau e depois estudou direito na cidade de Reims. Em 1765, com apenas 15 anos, publicou seu primeiro livro de poesias, "Poésies Diverses" ("Poesias Diversas"), seguido por "Pièces Fugitives" ("Peças Fugitivas"). NO mesmo ano é recebido na Academia de Dijon, antes de ser admitido também nas de Marselha e Nancy. Com dezesseis anos, foi autorizado a agregar o nome da cidade "Neufchâteau" ao seu. Seu patronímico torna-se François de Neufchâteau.
Em 1770, foi nomeado professor do Colégio Episcopal Saint-Claude de Toul, mas seria rapidamente afastado do quadro docente devido a suas idéias « filosóficas ». Em 1776, compra o cargo de administrador geral de Mirecourt nos Vosges.
Torna-se subdelegado da Intendência da Lorena em 1781. Tendo adquirido o cargo de Procurador Geral do Cap Français, em Santo Domingo, em 1783, deixa a França e permanece lá até 1786, estudando a economia desta colônia e meios de desenvolvê-la. Colaborador do "Almanach des Muses" ("Almanaque das Musas"), traduz em verso o "Orlando Furioso" de Ariosto que perde num naufrágio durante a travessia de volta à França. Em 1787, volta à Lorena onde interessa-se pela agricultura e corresponde-se com filósofos, escritores e poetas.
Na Revolução Francesa, em 1789, redige os "Cahiers de Doléances" (literalmente "Cadernos de Reclamações") do distrito de Toul e foi eleito deputado suplente nos Estados Gerais de 1789, juiz de paz, depois administrador do departamento de Vosges (1790). Em 1791, foi eleito pelo departamento de Vosges para a Assembléia Nacional. Secretário da Assembléia e depois membro do Comitê Legislativo, fez-se notar por sua hostilidade aos padres refratários e à Igreja Católica em geral, que desejava subordinar ao Estado laico.
Eleito deputado na Convenção Nacional, recusa-se a tomar assento, por razões de saúde, afirma, e recusa também o Ministério da Justiça que lhe é oferecido. Na dissolução da Assembléia (1792), retoma suas funções de juiz de paz em Vicherey (Vosges) para onde foi eleito em 1790. Sua peça "Pamela", retirada do romance de Samuel Richardson, "Paméla ou la Vertu récompensée" ("Pamela ou a Virtude Recompensada"), encenada em 1.º de Agosto de 1793, no Teatro da Nação, faz escândalo por parecer contrária aos Jacobinos. A peça foi proibida no início da nona apresentação devido a dois versos considerados subversivos:
Ah ! les persécuteurs sont les seuls condamnables.
Et les plus tolérants sont les seuls raisonnables.
Em tradução livre:
Ah! os perseguidores são os únicos condenáveis.
E os mais tolerantes são os únicos sensatos.
François de Neufchâteau ficou preso de 2 de Setembro de 1793 a 4 de Agosto de 1794. Eleito juiz no Tribunal de Cassação em 3 de Janeiro de 1795, foi comissário do Diretório em Vosges em Novembro de 1795. Foi nomeado Ministro do Interior em 16 de Julho de 1797. Ficou no cargo durante dois meses, até 14 de Setembro, pois foi chamado para substituir Lazare Carnot como membro do Diretório (de 8 de Setembro de 1797 a 20 de Maio de 1798. Teve um papel bastante apagado no Diretório e o deixou após o "tirar a sorte" de Maio de 1798, voltando a ser Ministro do Interior por pouco menos de um ano.

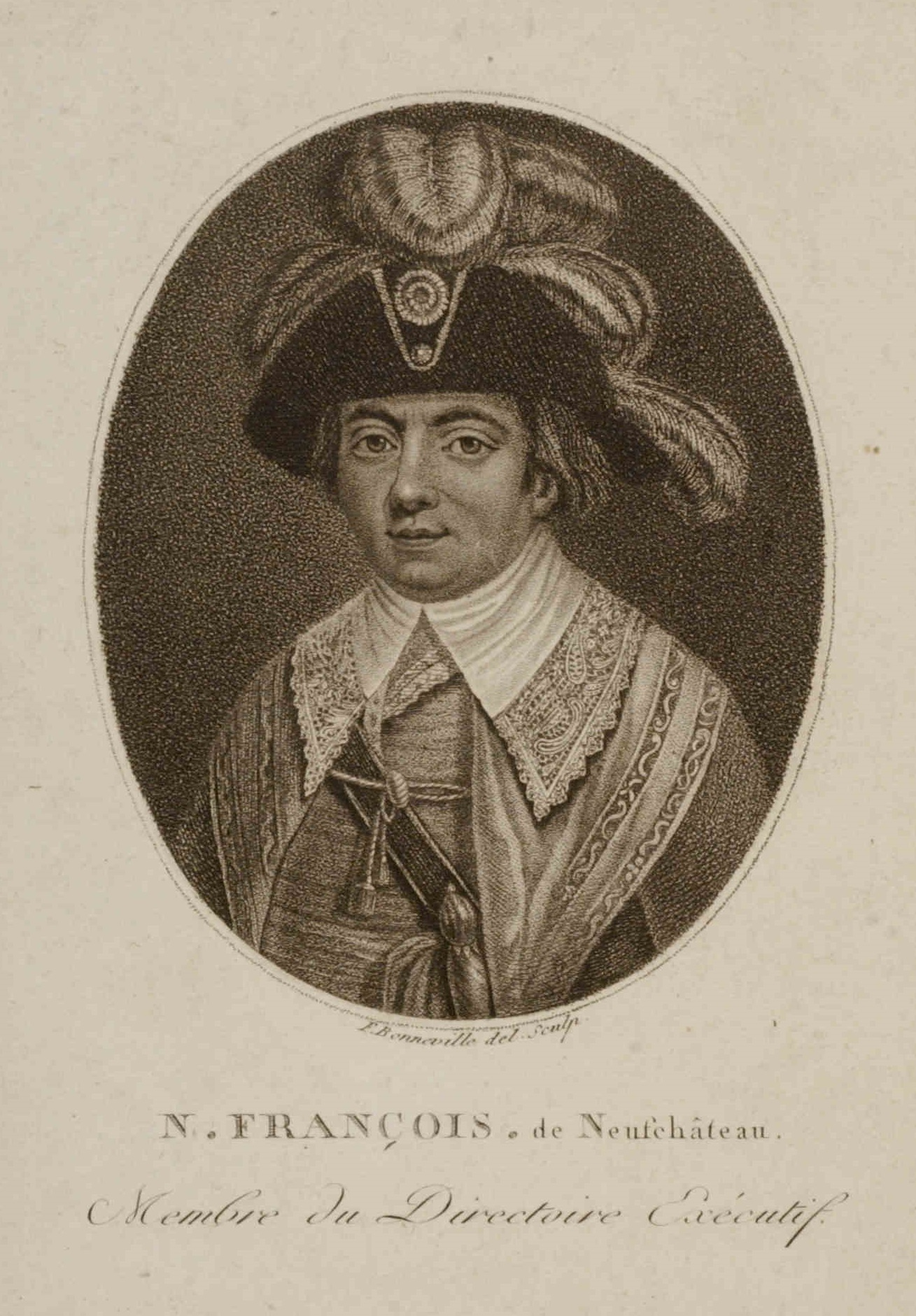
François de Neufchâteau, membro do Diretório (1797).

Enviado como Ministro Plenipotenciário a Viena, logo é escolhido para o Ministério das Relações Exteriores mas recusa.
Em um ano, de 17 de Junho de 1798 a 23 de Junho de 1799, desenvolve um trabalho notável em todos os sentidos: lança as bases para os arquivos e bibliotecas departamentais, para o Depósito Geral de Mapas, para a Exposição Nacional dos Produtos da Indústria, que organiza em Paris, de 18 a 21 de Setembro de 1798, e que, devido ao sucesso, resolve editar anualmente, e para o Museu do Louvre (que inaugura). Institui concursos nos liceus e colégios, organiza a recepção de objetos de arte enviados da Itália para Napoleão Bonaparte.
Durante sua administração, interessou-se particularmente pelas questões econômicas, colocando em prática algumas de suas idéias. Um dos primeiros a perceber a utilidade das estatísticas para o governo, tentou que as administrações centrais dos departamentos fizessem quadros da atividade industrial (9 Fructidor do Ano V). Inspirado pelo liberalismo econômico, procurou divulgar e encorajar as inovações do setor. Empenhou-se em favorescer o renascimento das sociedades de agricultura, figurando entre os membros fundadores da Sociedade de Agricultura em 1798. Foi o principal apoiador do Culto Decadário, religião civil baseada no Calendário Republicano Francês.
Alinhado a Napoleão Bonaparte, foi senador a partir de 1800 e depois Presidente do Senado de 1804 a 1806 e foi feito Conde do Inpério por carta-patente de 26 de Abril de 1808.
Atingido pela gota há muito tempo, retira-se da vida pública em 1814 e dedica-se à Agronomia. Publica numerosos trabalhos dedicados tanto à Agronomia quanto à Poesia e História, e mesmo à edição das obras de Pascal e de notas sobre "Gil Blas" de Alain-René Lesage. Até sua morte, preside à Sociedade de Agricultura.
Os poemas de Neufchâteau — Poésies diverses (1765), Ode sur les parlements (1771), Nouveaux Contes moraux (1781), Les Vosges (1796), Fables et contes (1814), Les Tropes, ou les figures des mots (1817) — carecem de força e originalidade, como uma grande parte da produção de sua época. Suas quadras com objetivos educativos valeram-lhe ser apelidado ironicamente « o novo Pibrac » por Ecouchard-Lebrun.
Seus trabalhos de gramática e de crítica literária — notadamente suas edições das Provinciales (1822) e dos Pensamentos (1826) de Pascal e do Gil Blas (Paris, 1820) de Lesage — foram apreciados em seu tempo. Ele escreveu também diversas memórias, principalmente sobre agronomia.
Repousa no Cemitério do Père-Lachaise, Paris, no túmulo correspondente à concessão n°28-1828, XIe division, 2e ligne, enclos Delille.

## Obras
- 1765  Poésies diverses
- 1766  Pièces fugitives
- 1771  Odes sur les parlements
- 1774  Le mois d'Auguste, épître à Voltaire
- 1778  Le désintéressement de Phocion, dialogue en vers
- 1781  Nouveaux contes moraux en vers
- 1784  Recueil authentique des anciennes ordonnances de Lorraine, 2 vol.; Anthologie morale, ou choix de quatrains et dystiques
- 1787  Les études du magistrat
- 1790  Les lectures du citoyen
- 1791  L'origine ancienne des principes modernes
- 1795  Dix épis de blé au lieu d'un; Paméla, comédie en vers
- 1796  Épître sur un voyage de Paris à Neufchâteau; Les Vosges, poèmes
- 1797  Des améliorations dont la paix doit être l'époque
- 1798  L'institution des enfants ou conseils d'un père à son fils
- 1799  Méthode pratique de lecture; Discours sur la manière de lire les vers
- 1800  Le Conservateur ou recueil de morceaux inédits, 2 vol.; Recueil de lettres, circulaires, instructions et discours de François de Neufchâteau, ministre de l'intérieur, 7 vol.
- 1801  Rapport sur le perfectionnement des charrues
- 1802  Essai sur la nécessité et les moyens de faire entrer dans l'instruction publique l'enseignement de l'agriculture
- 1804  Tableau des vues que se propose la politique anglaise dans toutes les parties du monde
- 1805  Histoire de l'occupation de la Bavière par les Autrichiens
- 1806  Voyage agronomique dans la sénatorerie de Dijon
- 1809  L'art de multiplier les grains, 2 vol.
- 1814  Fables et contes en vers, 2 vol.
- 1817  Supplément au mémoire de Parmentier sur le maïs; Les tropes ou les figures des mots, poème
- 1818  Le Jubilé académique; Rapport d'un goutteux, poème
- 1821  Épître à M. Viennet et au comte de Rochefort
- 1827  Mémoire sur la manière d'étudier et d'enseigner l'architecture